# Friedrich von Specht

Das Wappen der Familie von Specht

Friedrich August Karl von Specht (* 23. September 1803 in Brandenburg an der Havel; † 12. Juli 1879 in Eisenach) war ein kurfürstlich hessischer Generalmajor und Brigadekommandeur, preußischer Generalleutnant und Autor militärhistorischer Fachbücher.

## Leben

### Herkunft
Er entstammte dem alten niedersächsischen Adelsgeschlecht von Specht. Sein Vater war der preußische Major Wilhelm von Specht (1769–1811), seine Mutter Jaqueline, geborene van Vrijthoff (1774–1837). Sie war die Tochter des niederländischen Medizinprofessors Bernardus van Vrijthoff, Schöffe in Maastricht, und der Jacqueline Hesselt van Dinter.

### Militärkarriere
Specht trat mit 14 Jahren (1817) in den kurhessischen Militärdienst, wurde 1822 Leutnant und kam 1847 als Hauptmann in den Generalstab. Im Jahr 1849 machte er den Feldzug gegen Dänemark mit und wurde nach dessen Ende zum Oberstleutnant befördert. 1854 wurde er zum Generalmajor ernannt.
Nach einer Duellaffäre im Jahr 1863 mit dem kurhessischen Generalleutnant Wilhelm Karl von Haynau, dem älteren Bruder des österreichischen Generals Julius Freiherr von Haynau (1786–1856), natürlicher Sohn des Kurfürsten Wilhelm I. von Hessen-Kassel, wurde Specht als Kommandant nach Fulda versetzt. Vom 20. Juli bis 26. August 1866 gehörte er als Generalmajor zum Generalstab der im Großherzogtum Hessen gelegenen Festung Mainz, die nach dem verlorenen Krieg an die Preußen übergeben wurde. Specht wurde in den Verbund der Preußischen Armee übernommen und noch im selben Jahr als Generalleutnant zur Disposition gestellt, lebte bis 1872 in Marburg, dann in Eisenach und starb dort 1879.
Specht galt als Hauptvertreter der liberalen Partei in Hessen, gehörte auch im Kurhessischen Verfassungskonflikt 1850 zu den verfassungstreuen Offizieren und forderte damals seinen Abschied.

### Familie
Specht heiratete am 17. August 1833 in Kassel Luise Büchling (1805–1841). Sohn aus dieser Ehe war der preußische Generalmajor Wilhelm von Specht (1838–1910).
In zweiter Ehe heiratete Specht 1843 in Kassel Sophie Wehr (1815–1898). Diese Ehe wurde 1847 wieder geschieden. Schließlich heiratete er in dritter Ehe am 20. Mai 1850 in Kassel Marie Günste (1827–1892), Tochter des Ober-Appellationsgerichtspräsidenten Martin Günste und der Sophie Günste. Sohn aus dieser Ehe war der fürstlich schaumburg-lippische Kammerherr und preußische Generalmajor Walter von Specht (1855–1923).
Sein Neffe, Sohn seines älteren Bruders Wilhelm, war Hans von Specht (1825–1913), herzoglich braunschweigischer Offizier, ab 1844 in Texas (USA) Farmer, Fuhrunternehmer und Postmeister.

## Werke
- Das Königreich Westphalen und seine Armee im Jahr 1813 sowie die Auflösung desselben durch den kaiserlich russischen General Graf A. Czernicheff. Luckhardt Verlag, Kassel 1848, (Digitalisat)
- Geschichte der Waffen. 4 Bände, Berlin 1868–1877. (Digitalisat)
- Das Festland Asien-Europa und seine Völkerstämme, deren Verbreitung, der Gang ihrer Kulturentwickelung mit besonderer Berücksichtigung der religiösen Ideen von Anbeginn bis zur Gegenwart. Berlin 1879.